# SUPER EIGHTの音楽フェスティバル出演一覧
SUPER EIGHTの音楽フェスティバル出演一覧（スーパーエイトのおんがくフェスティバルしゅつえんいちらん）は、日本の男性アイドルグループ、ロックバンド・SUPER EIGHTが出演した音楽フェスティバルの詳細をまとめた項目である。
| 年     | タイトル                              |
| ------ | ------------------------------------- |
| 2015年 | テレビ朝日ドリームフェスティバル2015  |
| 2017年 | TOKYO METROPOLITAN ROCK FESTIVAL 2017 |
| 2019年 | 関ジャムFES（中止）                   |
| 2021年 | 関ジャムFES                           |
| 2022年 | ROCK IN JAPAN FESTIVAL 2022（中止）   |
| 2023年 | ROCK IN JAPAN FESTIVAL 2023           |
| 2023年 | WANIMA presents 1CHANCE FESTIVAL 2023 |

| 年     | タイトル                                   |
| ------ | ------------------------------------------ |
| 2024年 | EIGHT-JAM FES                              |
| 2024年 | ROCK IN JAPAN FESTIVAL 2024 in HITACHINAKA |

## ドリフェス2015
『テレビ朝日ドリームフェスティバル2015』（テレビあさひドリームフェスティバル2015）は、2015年11月21日から23日にかけて東京都・国立代々木競技場 第一体育館で開催された屋内音楽フェスティバル。関ジャニ∞は11月23日公演に出演。

### 開催概要（ドリフェス2015）
- 自身初の音楽フェスティバルへの出演[3][4]。
- 前年には、メインボーカルを担当していた当時メンバーの渋谷すばるが、ソロで同イベントに出演していた[7][8]。
- 同イベントへの出演が決まり、渋谷は「今回、関ジャニ∞として7人で参加できることは、うれしいという言葉や文字では表現し切れない特別な思いがあります。持ち時間を全部、今の自分たちができる精いっぱいの演奏で表現します」とコメントした[3][4]。
- イベントでは、全8曲を全てバンドスタイルで披露し[5][6]、ロックバンドとして、高い評価を得た[9]。
  - この内、「キング オブ 男!」と「オモイダマ」は、初のバンドスタイルでの披露となり[5][6]、イベント開催当時新曲であった「侍唄 (さむらいソング)」「High Spirits」「勝手に仕上がれ」はライブ初披露となった[5][6]。
- 同イベントの様子は、2022年8月現在一曲も映像化などはされていない。

### 出演の経緯（ドリフェス2015）
- 2015年10月11日、自身の冠番組であるテレビ朝日系『関ジャム 完全燃SHOW』にて、同イベントへの出演が発表され[10]、翌12日に各スポーツ紙やニュースサイトにて情報が解禁された[2][3][4]。
  - 同番組で行っている様々なアーティストとのセッションで、バンドとして高いスキルを評価され、同イベントへの出演が決定した[3]。
- 同年11月23日、同イベントのトップバッターとして出演し、全8曲を披露した[5][6]。
- 同年12月6日、前述の『関ジャム』にて、同イベントの関ジャニ∞への密着映像がダイジェストで放送された[11]。
- 2016年3月4日、テレビ朝日（関東ローカル）にて、同イベントの3日間の模様が放送され、同イベントで披露した「ズッコケ男道」と「勝手に仕上がれ」とバックステージの様子が地上波初放送された[12][13]。
  - 各ワイドショーや前述の『関ジャム』では一部放送があったが、披露された楽曲をフル尺で放送されたのは今回が初である。

### セットリスト（ドリフェス2015）
※全てバンドスタイルでの披露。
1. ズッコケ男道
2. キング オブ 男!
3. 宇宙に行ったライオン
4. LIFE〜目の前の向こうへ〜
5. 侍唄 (さむらいソング)
6. High Spirits
7. 勝手に仕上がれ
8. オモイダマ

## メトロック2017
『TOKYO METROPOLITAN ROCK FESTIVAL 2017』（トーキョー メトロポリタン ロック フェスティバル 2017）は、2017年5月20日・21日に東京都・若洲公園で開催された野外音楽フェスティバル。関ジャニ∞は5月21日公演に出演。

### 概要（メトロック2017）
- 自身初の野外ロックフェスへの出演[16][18][20]。
- 音楽フェスへの出演は、2015年に出演した屋内ロックフェス『テレビ朝日ドリームフェスティバル2015』以来、約2年振りの出演となった。
- ジャニーズ事務所所属のアーティストによる野外フェス出演は、2014年のTOKIOに続き2組目となった[17]。
- 自身は、同イベントの「WINDMILL FIELD」のトリ前である17時50分からのステージに出演した[14]。
- 同イベントへの出演が発表された5月12日時点でチケットは完売しており、自身のファンが新規にチケットを購入することが出来なかったため、完全"アウェー"での参戦と言われていた[22][19][21]が、バンドスタイルで全10曲を披露し、その"アウェー"の状態を裏切るステージを魅せ[22][21]、ロックバンドとして更に高い評価を得た[15][19][22][16]。
- メンバーのスケジュールが多忙なため、野外リハーサルが出来ず、ほぼぶっつけ本番でのステージとなった[21]。
- 同イベントの様子は、39thシングル『奇跡の人』期間限定盤の特典DVDにライブ映像を5曲、初回限定盤にライブ音源を2曲収録された[23]。

### 出演の経緯（メトロック2017）
- 同イベントへの出演は、イベント主催者側からのオファーによって決定した[21][17]。
- 2017年5月12日、テレビ朝日系『ミュージックステーション』にて、同イベントへの出演が発表された[24][25]。
  - 同発表は、同イベントのチケットが完売後に発表された[22][18]。
- 同年5月21日、同イベントの「WINDMILL FIELD」ステージに出演し、全10曲を披露した[15][16][18][20]。
- 同年5月22日、同イベントで披露した楽曲が視聴出来るセットリストが自身の公式サイトと9thアルバム『ジャム』の特設サイトにて公開された[26]。
  - これは、関ジャニ∞が所属事務所の著作権の問題から楽曲配信などを行っておらず、同イベント出演後に一部で「iTunesで曲が買えない」「もったいない」との声が上がったため、この様な異例の対応が取られた[22]。
- 同年9月6日、39thシングル『奇跡の人』期間限定盤に同イベントのライブ映像、初回限定盤にライブ音源が収録された[23]。

### セットリスト（メトロック2017）
- ※が期間限定盤にライブ映像、※※が初回限定盤にライブ音源が収録[23]。
- 全てバンドスタイルでの披露。

1. High Spirits ※
2. ズッコケ男道 ※
3. 言ったじゃないか ※
4. NOROSHI
5. 宇宙に行ったライオン ※※
6. 象 ※※
7. 侍唄 (さむらいソング) ※
8. Tokyoholic
9. 勝手に仕上がれ
10. LIFE〜目の前の向こうへ〜 ※

### 収録作品（メトロック2017）
- 39thシングル『奇跡の人』[23]
  - 期間限定盤：ライブ映像（M-1,2,3,7,10）[注 2]
  - 初回限定盤：ライブ音源（M-5,6）

## 関ジャムFES（2019年）
『関ジャムFES』（かんジャムフェス）は、2019年10月12日に千葉県・幕張メッセ 国際展示場9〜11ホールで開催予定だった屋内音楽フェスティバル。同年10月12日から14日にかけて開催された関ジャニ∞の冠音楽フェスティバル『テレビ朝日ドリームフェスティバル2019』の初日公演の企画として開催予定だったが、台風19号の影響で開催中止になった。

### 概要（関ジャムFES〈2019年〉）
- 自身の冠番組であるテレビ朝日系『関ジャム 完全燃SHOW』が主催する初めての音楽フェスティバル[27][28]。
  - 単独の音楽フェスでは無く、『テレビ朝日ドリームフェスティバル2019』内の初日企画として開催予定だった[31][32][33]。
  - 『テレビ朝日ドリームフェスティバル』の出演としては、『テレビ朝日ドリームフェスティバル2015』以来、約4年振りの出演となる予定だった。
- 同イベントでは、同番組のホストである関ジャニ∞が、出演アーティストとテレビの枠を越え、"生"でセッションを行う予定であった[27][28]。
- 2017年に出演した『TOKYO METROPOLITAN ROCK FESTIVAL 2017』から約2年振り、5人体制では初の音楽フェスへの出演となる予定だった[31][30]。
- 2019年9月に錦戸亮が脱退し、5人体制初ステージとなる予定だった[32][33][29]。
- 同年9月10日、同イベントの開催が発表された[27][28][29][30]。
- 同年10月10日、台風19号接近の影響に伴い、開催中止を発表[34]。
  - これによって、翌11月6日に開催された、自身の47都道府県ツアー『関ジャニ∞ 47都道府県ツアー UPDATE』の初日である大阪・大阪松竹座公演が関ジャニ∞の5人体制初ステージとなった[35]。
- 開催中止となったため、同イベントのセットリストなどは不明だが、「関ジャムFESのリハーサル」との説明で「NOROSHI」と「キング オブ 男!」と「DO NA I」のリハーサルを同年10月2日に行っている様子が、自身の44thシングル『Re:LIVE』期間限定盤Aの特典映像「20/47 Complete Document」に収められている。

### セッション予定だったアーティスト
- 打首獄門同好会
- 清塚信也 × NAOTO
- ゴスペラーズ
- 東京スカパラダイスオーケストラ
- Perfume

※この内、打首獄門同好会、清塚信也、東京スカパラダイスオーケストラは、後述の『関ジャムFES（2021年）』にて、約2年越しにセッションを行った。

## 関ジャムFES（2021年）
『関ジャムFES』（かんジャムフェス）は、2021年9月26日に千葉県・幕張メッセ 国際展示場1〜3ホールで開催された屋内音楽フェスティバル。同年9月24日から26日にかけて開催された関ジャニ∞の冠音楽フェスティバル『テレビ朝日ドリームフェスティバル2021』の最終日公演の企画として開催された。

### 概要（関ジャムFES〈2021年〉）
- 前回『関ジャムFES（2019年）』同様、自身の冠番組であるテレビ朝日系『関ジャム 完全燃SHOW』が主催する音楽フェスティバル[36][37]。
  - 前回同様、単独の音楽フェスでは無く、『テレビ朝日ドリームフェスティバル2021』内の最終日企画として開催された[36][37]。
  - 『テレビ朝日ドリームフェスティバル』の出演としては、中止となった前回を除くと、『テレビ朝日ドリームフェスティバル2015』以来、約6年振りの出演となった。
- 『関ジャムFES』としては、前回から約2年振りの開催。
  - 前回が台風の影響によって公演中止となったため、実質的には今回が初開催となる。
  - また、2020年にも同イベントを開催予定だったが、新型コロナウイルス「COVID-19」の感染拡大の影響により、イベントの開催が発表されることの無いまま中止となった[38][40]。
- 音楽フェスへの出演は、中止となった前回を除くと、2017年に出演した『TOKYO METROPOLITAN ROCK FESTIVAL 2017』以来、約4年振りの出演となった。
- 新型コロナウイルスの影響により、無観客でのライブを主に行ってきたため、2020年2月14日に開催された自身のライブツアー『関ジャニ∞ 47都道府県ツアー UPDATE』の中止前最終公演から、約1年7か月振りの有観客ライブとなった[41]。
- 同イベントでは、同番組のホストである関ジャニ∞が、出演アーティスト5組とテレビの枠を越え、"生"でバンドやダンスのセッションを計6曲行った[38]。
- これまで出演した音楽フェス[注 4]は、全てバンドスタイルのみで楽曲を披露してきたが、同イベントの関ジャニ∞の単独ステージでは、バンド曲だけでなく、ハンドマイクのみの楽曲やダンス曲を含む、全10曲を披露した[38][41]。
  - なお、M-10の「無責任ヒーロー」のみ、単独ステージでは無く、東京スカパラダイスオーケストラ（※以下「スカパラ」）とのセッションとなった[41]。
    - スカパラとはセッションコーナーで「Paradise Has No Border」と「メモリー・バンド」もセッションしているため、同イベントでは最多の計3曲をコラボレーションした[41]。
    - この時にスカパラとセッションした「メモリー・バンド」は、元メンバーの渋谷すばるが関ジャニ∞として最後の出演となった2018年7月8日の『関ジャム』にスカパラがセッションゲストとして出演した際に、スカパラの谷中敦が渋谷の姿を見て制作した、「バンドの絆」を歌った楽曲である[42]。
- 同イベントの関ジャニ∞の単独ステージの様子は、自身の20thライブDVD/Blu-ray『KANJANI'S Re:LIVE 8BEAT』完全生産限定-Road to Re:LIVE-盤の特典DVD/Blu-rayにて収録された[43]。
  - 各セッションおよび東京スカパラダイスオーケストラを客演に招いた「無責任ヒーロー」は収録されていない。

### 出演の経緯（関ジャムFES〈2021年〉）
- 2021年8月8日、テレビ朝日系『関ジャム 完全燃SHOW』にて、同イベントが、前回と同様に『テレビ朝日ドリームフェスティバル2021』内の最終日企画として開催されることを発表[36][37]。
- 同年9月26日、各アーティストとのセッションと、同イベントのヘッドライナーとして出演し、セッションで計6曲、単独ステージで全10曲を披露した[38][41]。
- 同年12月6日、『関ジャム』にて、今回の模様が地上波初放送された[44]。
  - なお、オープニングと関ジャニ∞の各アーティストとのセッション、更に単独ステージの東京スカパラダイスオーケストラとの「無責任ヒーロー」のセッションのみをダイジェストでの放送となり、関ジャニ∞単独ステージの模様は放送されなかった。
- 同年12月21日、テレビ朝日（関東ローカル）にて、同イベントを含む『テレビ朝日ドリームフェスティバル2021』の3日間の模様がダイジェストで放送され、同イベントで披露した「ブリュレ」「象」「NOROSHI」「無責任ヒーロー」が放送された[45]。
- 2022年5月18日、自身の20thライブDVD/Blu-ray『KANJANI'S Re:LIVE 8BEAT』完全生産限定-Road to Re:LIVE-盤の特典DVD/Blu-rayにて、同イベントの関ジャニ∞の単独ライブステージ部分の模様が収録された[43]。

### セットリスト（関ジャムFES〈2021年〉）

#### セッション（関ジャムFES〈2021年〉）
- 日本の米は世界一（× 打首獄門同好会）
  - Vo.Gt.安田、Vo.Key.村上
- 大阪ロマネスク（× 関ジャムスペシャルバンド[注 5]）
  - Vo.安田、Vo.丸山、Vo.大倉、Vo.横山、Vo.村上
- さよならエレジー（× 石崎ひゅーい）
  - Vo. A.G.安田、Vo.丸山
- パスタ（× s**t kingz）
  - 村上、大倉（共にダンス）
- Paradise Has No Border（× 東京スカパラダイスオーケストラ）
  - Tp.横山
- メモリー・バンド（× 東京スカパラダイスオーケストラ）
  - Vo.安田、Vo.丸山、Vo.大倉、Vo.横山、Vo.村上

#### 単独ステージ（関ジャムFES〈2021年〉）
1. 友よ
2. ズッコケ男道
3. キング オブ 男!
4. ブリュレ
5. オモイダマ
6. 言ったじゃないか
7. 象
8. NOROSHI
9. LIFE〜目の前の向こうへ〜
10. 無責任ヒーロー jam with 東京スカパラダイスオーケストラ

### 収録作品（関ジャムFES〈2021年〉）
- 20thライブDVD/Blu-ray『KANJANI'S Re:LIVE 8BEAT』[43]
  - 完全生産限定-Road to Re:LIVE-盤：ライブ映像（M-1〜9）

## ロッキン2022
『ROCK IN JAPAN FESTIVAL 2022』（ロック イン ジャパン フェスティバル 2022）は、2022年8月6日から13日にかけて千葉県・千葉市蘇我スポーツ公園で開催予定だった野外音楽フェスティバル。関ジャニ∞は8月13日公演に出演予定だったが、台風8号の影響により、同日のイベントが開催中止となった。

### 概要（ロッキン2022）
- 野外フェスへの出演は、2017年に出演した『TOKYO METROPOLITAN ROCK FESTIVAL 2017』以来、約5年振りの出演となる予定だった[46][47]。
- 音楽フェスへの出演は、2021年に出演した『関ジャムFES』以来、約1年振りの出演となる予定だった。
- 自身初の『ROCK IN JAPAN FESTIVAL』への出演となる予定だった[49]。
- 『ROCK IN JAPAN FESTIVAL』およびロッキング・オンが主催する音楽フェス「Jフェス[注 7]」系列に、ジャニーズ事務所に所属するアーティストが出演するのは初となる予定だった[49]。
- 自身は、同イベントの「GRASS STAGE」の18時15分からのステージに出演し、クロージングDJを除き、同ステージのトリを飾る予定だった[50]。
- 同イベントへの出演に際し、メンバーの村上信五は「僕らの音楽を知らない方にも、この機会に知っていただき僕らのファンの皆様も僕ら以外の音にぜひ触れて、有意義な1日を共に過ごせることを願っております」とコメントした[46]。
- 同じくメンバーの安田章大は「関ジャニ∞、初のROCK IN JAPAN FESTIVALに参加させて頂きます。立ちたいと望んでもそう簡単には立たせてもらえないStageだから、関ジャニ∞Family一同、湧き上がる高揚を隠しきれません」と胸中を明かし、「"関ジャニ∞は（中略）楽しい音を奏でるRock band Groupでもある"と届けられる好機にしたいものです」とロックバンドとしてイベントに挑む意気込みを語った[46]。
- 安田は「毎年、（関ジャニ∞に）FESからofferが来る様になる」と言うことを目標として語り[51]、「来年もオファーしたいって思ってもらえる様に頑張りたい」と今後のフェス出演に意欲を示した[51]。
- 当初の予定では、「バンドだけで押し切る」か「『ジャニーズってこうなんだ』というパフォーマンス（バンドとダンスの混雑）」の2択で検討しており、最終的に後者をすることに決まっていたという[52]。
- 台風8号の影響により、会場内の安全が確保できないと判断したため、同日のイベントが開催中止となった[48]。
- 開催中止に伴い、中止の発表の約1時間後の2022年8月12日16時から、自身の公式Instagramにてライブ配信を行い、同イベントで披露予定であった「ふりむくわけにはいかないぜ」を生演奏で披露した[53][54][55]。
  - これは、翌日の本番に向けてリハーサル中に開催中止が発表されたため、大倉の「インスタライブで1曲演奏する」と言う提案があり[56]、話し合いの末、急遽生配信での楽曲披露となった[54][55]。
  - 同配信で、安田は「アンラッキーもラッキーに変えられるような感じになったらなと思います」、大倉は「ポジティブにこれをちゃんと未来につなげられるように、なんか考えていきますので楽しみでいきましょう」、横山は「また会える日を楽しみにしています」と、中止を嘆くだけでなく、今後に期待を寄せた[54]。
  - また、配信の最後には、安田は「絶対、絶対、今回で立ち止まらずに、ふりむくわけにはいかんと、絶対にフェス出るからな!」と楽曲タイトルと併せて想いを叫んだ[54]。

### 出演の経緯（ロッキン2022）
- 同イベントへの出演は、2021年の時点で、メンバーの安田が「5人でもちゃんとロックな音を出せる」と言うことを「ファン以外の音楽好きの人達もきっと分かってくれるはずだ」と言う安田の想いから、安田自ら「ロッキンに出たい」とスタッフに懇願し、出演が決定した[57][58]。
- 2022年6月1日、同イベントへの出演が発表された[46][47]。
- 同年7月5日、同イベントへの出演および自身のデビュー18周年記念野外ライブ『18祭』の開催に伴い、デビューシングル『浪花いろは節』からイベント出演当時の最新シングル『喝采』までの関ジャニ∞の楽曲の中から厳選された楽曲をコンパイルした配信限定アルバム『関ジャニ∞のいろは』が、関ジャニ∞アプリ限定で配信された[59]。
- 同年8月12日、台風8号の影響により、同日のイベントの開催中止を発表[48]。中止の発表の約1時間後の同日16時から、自身の公式Instagramにてライブ配信を行い、同イベントで披露予定であった「ふりむくわけにはいかないぜ」を生演奏で披露した[53][54][55]。
- 同年8月13日、同イベントの「GRASS STAGE」ステージに出演予定だったが、前述の通り中止となった[46][47][48]。
- 同年9月11日、自身の冠番組であるテレビ朝日系『関ジャム 完全燃SHOW』にて、同イベントの関ジャニ∞のリハーサルなどの舞台裏に密着した映像が放送された[60]。
- 2023年2月11日、フジテレビ系連続ドキュメンタリー『RIDE ON TIME』にて、同イベントへの出演の裏側に密着した映像が放送された[61]。
  - 同番組にて、丸山がバンドで初めてブルースハープの演奏を担当する予定だったことや、ステージ映像の演出を安田が担当していたことが明かされた[62]。

## ロッキン2023
『ROCK IN JAPAN FESTIVAL 2023』（ロック イン ジャパン フェスティバル 2023）は、2023年8月5日から13日にかけて千葉県・千葉市蘇我スポーツ公園で開催された野外音楽フェスティバル。関ジャニ∞は8月12日公演に出演。

### 概要（ロッキン2023）
- 『ROCK IN JAPAN FESTIVAL』への出演は、自身が出演予定だった前年度が台風の影響で開催中止となった[48]ため、2年連続2度目の出演決定にして初出演となった[69][67][68]。
  - 『ROCK IN JAPAN FESTIVAL』を主催する『ロッキング・オン』が発行している雑誌『CUT』の2023年7月号で関ジャニ∞が特集された際に、その特集タイトルが「関ジャニ∞ 音楽は∞にリベンジする！」となっており、前年度のリベンジの意味が込められている[69]。
- 野外フェスへの出演は、2017年に出演した『TOKYO METROPOLITAN ROCK FESTIVAL 2017』以来、約6年振りであり、5人体制で初出演となった[70]。
- 音楽フェスへの出演は、2021年開催の主催フェス『関ジャムFES』以来、約2年振りの出演となった。
- 自身は、同イベントの「GRASS STAGE」の17時55分からのステージに出演し、クロージングDJを除き、同ステージのトリを飾った[71]。
- 同イベントでは、ミュージシャンからの提供された楽曲を中心に全13曲を披露し、この内11曲をバンドスタイルで披露した[66][67][68]。
  - 「未完成」と「ハライッパイ」はライブ初披露となった[66][67][68]。
  - なお、「ハライッパイ」を提供した打首獄門同好会のメンバーもライブを観戦していたといい[67][68]、打首獄門同好会や「ふりむくわけにはいかないぜ」を提供したサンボマスターとは終演後に集合写真を撮影している[72][73]。
- ステージ終わりには、前述の打首獄門同好会やサンボマスターに加え、自身の冠番組であるテレビ朝日系『関ジャム 完全燃SHOW』で共演したあいみょんや本間昭光とも交流があり、大勢のアーティストとの交流を育んだ[74]。
  - この際に、打首獄門同好会の大澤敦史から「関ジャニ∞は5人とも歌うから、今この人の声なんだ、この人のパートなんだっていうのを、ビジョンの展開で楽しめる。みんながメインボーカルとして成立している。それが凄い」、サンボマスターからは「こんなエンターテインメントされたら俺ら勝てねえよ」「誰がボーカルをとっても違和感がないし、バンドの関ジャニ∞は観ていて飽きない」と賞賛されたという[74]。
- 同イベント後に新しく関ジャニ∞のファンクラブに入会した人が増加したという[75]。
- 同イベントの模様は、50thシングル『アンスロポス』初回限定「炎」盤の特典Blu-ray/DVDにて同イベントのライブ本編、初回限定「冬」盤の特典Blu-ray/DVDにてビハインド・ザ・シーンが収録された[76]。

### 出演の経緯（ロッキン2023）
- ロッキング・オンの古河晋は「僕らとしてもああいう[注 8]関ジャニ∞の姿を見て、次こそはという思いで、今年オファーをさせてもらった」と語っている[52]。
- 2023年6月7日、同イベントへの出演が発表された[63][64][65]。
- 同年8月1日、同イベントや『1CHANCE FESTIVAL 2023』への出演および自身のデビュー20周年記念野外ライブ『KANJANI∞ 20FES 〜前夜祭〜』の開催に伴い、デビューシングル『浪花いろは節』から48thシングル『未完成』までの関ジャニ∞の楽曲の中から厳選された楽曲をコンパイルした配信限定アルバム『関ジャニ∞のいろは2023』が、関ジャニ∞アプリ限定で配信された[77][78][79]。
- 同年8月12日、同イベントの「GRASS STAGE」ステージに出演し、約1年越しのリベンジを果たした[63][64][71][66][67][68]。
- 同年8月20日、自身の冠番組であるテレビ朝日系『関ジャム 完全燃SHOW』にて、同イベントの関ジャニ∞のステージやリハーサルなどの舞台裏に密着した映像が放送された[80][81]。
- 2024年1月24日、同イベントのライブ本編やビハインド・ザ・シーンが収録された50thシングル『アンスロポス』が発売された[76]。

### セットリスト（ロッキン2023）
※「オモイダマ」と「T.W.L」以外はバンドスタイルで披露。
1. ズッコケ男道
2. 無責任ヒーロー
3. 未完成
4. ふりむくわけにはいかないぜ
5. 象
6. NOROSHI
7. オモイダマ
8. 喝采
9. BOY '23
10. ハライッパイ
11. 勝手に仕上がれ
12. LIFE〜目の前の向こうへ〜
13. T.W.L

### 演出（ロッキン2023）
同イベントでは「ズッコケ男道」をバンドスタイルで演奏したが、このロッキンを経て「野外でフェスのような空気感で楽しんでもらえる時はバンドバージョン」、「屋内ならダンスバージョン」と臨機応変に切り替えて良いということを発見出来たという。
披露した全13曲中11曲がバンドスタイルだったが、「オモイダマ」はバンドスタイルではなくハンドマイクでの披露だった。当初はこの部分をミディアムテンポの別のバンド曲にする案もあったというが、同曲が「2014ABC夏の高校野球応援ソング」であり、イベント開催時期である夏のイメージがあったことや、世間の認知度やメンバーの思い入れなどから、バンドスタイルではなくても同曲を選曲したという。
「勝手に仕上がれ」の「ニー」を連呼するパートでは、打ち合わせ当初は「何小節分やるか決めよう」という話もあったというが、実際に披露してみて観客のコールアンドレスポンスの反応が悪ければすぐに止めて、反応が良かったら行けるところまで行くということになったという。
同イベントで村上はヘッドセットのマイクを主に使用した。リハーサル時点では通常通りキーボードからマイクを横に出すスタイルだったというが、実際に演奏すると物理的にラグが生じ、ピアノ用とシンセサイザー用の2本のマイクを準備しなければならないことが面倒に感じたため、本番はヘッドセットのマイクに変更したという。このことからセットされたマイクと比べて常に声を拾えるためMCや煽りがやりやすかったという。

### 収録作品（ロッキン2023）
- 50thシングル『アンスロポス』[76]
  - 初回限定「炎」盤：ライブ映像
  - 初回限定「冬」盤：舞台裏映像

## ワンチャンフェス2023
『WANIMA presents 1CHANCE FESTIVAL 2023』（ワニマ プレゼンツ ワンチャンス フェスティバル 2023）は、2023年9月2日から3日にかけて熊本県・熊本県農業公園カントリーパークで開催された野外音楽フェスティバル。関ジャニ∞は9月2日公演に出演。

### 概要（ワンチャンフェス2023）
- 8月に出演した『ROCK IN JAPAN FESTIVAL 2023』に続き、2023年では2度目となるロックフェスへの出演となった。
- 同イベントを主催しているWANIMAとは、関ジャニ∞の楽曲「ここに」の提供[90]や、音楽番組やラジオ番組などで共演し交流を深めており[91][92]、特に安田はWANIMAのファンを公言している[91][92][87]。
- 自身は、同イベントの16時55分からのステージに出演し、主催のWANIMA以外では最後のステージを飾った[93]。
- 同イベントでは、前述のWANIMAのKENTAから提供された楽曲「ここに」を含め、ミュージシャンからの提供された楽曲を中心に全8曲を全てバンドスタイルで披露した[87][88]。
- 同イベントの模様は、50thシングル『アンスロポス』初回限定「炎」盤の特典Blu-ray/DVDにて同イベントのライブ本編、初回限定「冬」盤の特典Blu-ray/DVDにてビハインド・ザ・シーンが収録された[76]。

### 出演の経緯（ワンチャンフェス2023）
- 2023年6月21日、同イベントへの出演が発表された[84][85][86]。
- 同年8月1日、同イベントや『ROCK IN JAPAN FESTIVAL 2023』への出演および自身のデビュー20周年記念野外ライブ『KANJANI∞ 20FES 〜前夜祭〜』の開催に伴い、デビューシングル『浪花いろは節』から48thシングル『未完成』までの関ジャニ∞の楽曲の中から厳選された楽曲をコンパイルした配信限定アルバム『関ジャニ∞のいろは2023』が、関ジャニ∞アプリ限定で配信された[77][78][79]。
- 同年9月2日、同イベントに出演し、全てバンドスタイルで披露した[84][85][86][87][88]。
- 同年10月26日、スペースシャワーTVにて同イベントの模様が放送された[94]。
- 2024年1月24日、同イベントのライブ本編やビハインド・ザ・シーンが収録された50thシングル『アンスロポス』が発売された[76]。

### セットリスト（ワンチャンフェス2023）
※全てバンドスタイルでの披露。
1. ズッコケ男道
2. 無責任ヒーロー
3. 未完成
4. 象
5. NOROSHI
6. ハライッパイ
7. 勝手に仕上がれ
8. ここに

### 収録作品（ワンチャン2023）
- 50thシングル『アンスロポス』[76]
  - 初回限定「炎」盤：ライブ映像
  - 初回限定「冬」盤：舞台裏映像

## EIGHT-JAM FES（2024年）
『EIGHT-JAM FES』（エイトジャムフェス）は、2024年6月21日から23日にかけて埼玉県・さいたまスーパーアリーナで開催されたSUPER EIGHTの冠音楽フェスティバル。

### 概要（EIGHT-JAM FES〈2024年〉）
- 『関ジャムFES』と同様に、自身の冠番組『EIGHT-JAM』（テレビ朝日系列）が主催する音楽フェスティバル[95][96]。
- 2024年に関ジャニ∞のグループ名が「SUPER EIGHT」に、番組名が『EIGHT-JAM』に変更されたことに伴い、イベントタイトルが『関ジャムFES』から『EIGHT-JAM FES』に変更されて初めての開催となった[95][96]。
  - 2021年に開催された『関ジャムFES』からは約3年振りの開催[95][96]。
- 『関ジャムFES』としての開催時は『テレビ朝日ドリームフェスティバル』に内包された音楽フェスとして開催されていたが、今回は単独の音楽フェスとしての開催となった[95][96]。
- 会場は初のさいたまスーパーアリーナでの開催となり、日程も3日間に拡大して開催された[95][96]。
- 同イベントでは、『関ジャムFES』と同様に、各アーティストの単独ステージに加え、番組のホストであるSUPER EIGHTが、出演アーティストと番組恒例のセッションが生で行われた[95][96][97][98][99]。
- 同イベントの21日公演（1日目）の出演アーティストはSUPER EIGHTとWANIMAだけであり、2組による「対バン企画」が行われた[100][101][97]。
- 同イベントの模様は、23rdライブBlu-ray/DVD『超ARENA TOUR 2024 SUPER EIGHT』の完（CAN）全生産限定盤・初回限定盤の『SUPER EIGHTアプリ』限定配信特典として、SUPER EIGHTの単独ライブステージ部分をDAY1から4曲、DAY2から2曲、DAY3から13曲収録予定[102]。

### 出演の経緯（EIGHT-JAM FES〈2024年〉）
- 2024年4月8日、テレビ朝日系『EIGHT-JAM』にて、同イベントの開催が発表[95][96]。
- 同年4月9日、1日目のSUPER EIGHTの対バン相手としてWANIMAの出演が発表[100][101]。
- 同年6月21日 - 23日、同イベントに出演[95][96][97][98][99]。
- 同年6月30日、『EIGHT-JAM』にて、今回の模様がテレビ初放送された[103]。
- 同年8月25日・9月1日、CSテレ朝チャンネル1にて『テレビ朝日開局65周年記念 EIGHT-JAM FES 特別版』のタイトルで3日間の模様が2週にわたって独占放送予定[104][105][106]。
- 2025年5月14日、同イベントのライブ映像が『SUPER EIGHTアプリ』限定の配信特典となった23rdライブBlu-ray/DVD『超ARENA TOUR 2024 SUPER EIGHT』が発売予定[107]。

### セットリスト（EIGHT-JAM FES〈2024年〉）
- 「※」が23rdライブBlu-ray/DVD『超ARENA TOUR 2024 SUPER EIGHT』の配信特典の対象となった楽曲。

#### 6月21日
単独ステージ
1. High Spirits
2. 象
3. ズッコケ男道
4. 言ったじゃないか ※
5. 未完成
6. 愛でした。
7. 喝采 ※
8. 生きてる僕ら ※
9. ハライッパイ
10. 勝手に仕上がれ
11. マイホーム ※

〈アンコール〉
1. NOROSHI
2. ここに / SUPER EIGHT × WANIMA

#### 6月22日
セッション
- 島国DNA（× 打首獄門同好会）
  - Vo.Gt.安田、Gt.横山

- ワンルーム・ディスコ（× Perfume）
  - 村上、丸山

- 虹（× 石崎ひゅーい）
  - Vo. A.G.安田

- 笑顔（× いきものがかり）
  - Key.Cho.村上、Cajon.Cho.大倉

単独ステージ
1. High Spirits
2. 象
3. ズッコケ男道
4. 生きてる僕ら
5. 未完成
6. Baby Baby
7. オモイダマ ※
8. 大再生 ※
9. T.W.L
10. ここに
11. 勝手に仕上がれ
12. 愛でした。

〈アンコール〉
1. NOROSHI
2. ハライッパイ / SUPER EIGHT × 打首獄門同好会

#### 6月23日
セッション
- ユニットバスのマーメイド（× 三浦大知）
  - 安田、大倉

- Balmy Life（× Kroi）
  - Vo.丸山、Gt.横山

- 俺たちの明日（× EIGHT-JAM スペシャルバンド）
  - Vo.村上

- 大阪ロマネスク（× EIGHT-JAM スペシャルバンド）
  - Vo.横山、Vo.村上、Vo.丸山、Vo.安田、Vo.大倉

- メモリー・バンド（× 東京スカパラダイスオーケストラ）
  - Vo.横山、Vo.村上、Vo.丸山、Vo.安田、Vo.大倉

単独ステージ
1. High Spirits ※
2. 象 ※
3. ズッコケ男道 ※
4. 未完成 ※
5. 愛でした。 ※
6. Baby Baby ※
7. 友よ ※
8. T.W.L ※
9. キミトミタイセカイ ※
10. ハライッパイ ※
11. 勝手に仕上がれ ※
12. ここに ※

〈アンコール〉
1. NOROSHI ※
2. 無責任ヒーロー jam with 東京スカパラダイスオーケストラ

### 演出（EIGHT-JAM FES〈2024年〉）
6月21日
- フェスの一部ではあるが、SUPER EIGHTにとって初の対バンライブとなった。
- SUPER EIGHTの単独ステージでは、対バン相手であるWANIMAとの「ここに」のセッションを含め、全編バンドスタイルで披露した。
- 3日間共に1曲目の「High Spirits」では、丸山がベースに加え、『ROCK IN JAPAN FESTIVAL 2022』では実現が叶わなかったブルースハープを担当した。
- 5人体制では初めて「マイホーム」を披露した。
- アンコールでは、WANIMAが再登場し、WANIMAがSUPER EIGHTに提供した楽曲「ここに」を初めて2組でセッションした。

6月22日
- PerfumeのステージにてPerfumeのメンバーに準え、村上が「む〜たん」、丸山が「ま〜たん」としてそれぞれロングヘアのウィッグを被り、「ワンルーム・ディスコ」を計5人の『SUPER Perfume』としてセッションした。
  - なお、Perfumeは同日のステージの1コーナーで、SUPER EIGHTの「前向きスクリーム!」を披露した。

- 21日公演のSUPER EIGHTの単独ステージでは全編バンドスタイルだったが、22日および23日公演ではハンドマイクのみの楽曲も披露した。
- アンコールでは、打首獄門同好会が再登場し、打首獄門同好会がSUPER EIGHTに提供した楽曲「ハライッパイ」を初めて2組でセッションした。

6月23日
- 三浦大知のステージでは、番組で誕生した楽曲「ユニットバスのマーメイド」を今回用に振付をアレンジし、三浦・安田・大倉でセッションした。
- Kroiのステージでは、ギターの長谷部悠生がSUPER EIGHTの楽曲「勝手に仕上がれ」のギターのカバー動画がきっかけでKroiの結成に繋がったことを明かした。
- 東京スカパラダイスオーケストラのステージでは、東京スカパラダイスオーケストラによるSUPER EIGHTとのコラボ楽曲「あの夏のあいまいME feat.SUPER EIGHT」をリリースすることを発表した。

### 収録作品（EIGHT-JAM FES〈2024年〉）
- 23rdライブBlu-ray『超ARENA TOUR 2024 SUPER EIGHT』[102]
  - 完（CAN）全生産限定盤・初回限定盤（『SUPER EIGHTアプリ』限定配信特典）：ライブ映像（DAY1：M-4・7・8・11、DAY2：M-7・8、DAY3：M-1〜12・アンコールM-1）

## ロッキン2024
『ROCK IN JAPAN FESTIVAL 2024 in HITACHINAKA』（ロック イン ジャパン フェスティバル 2024 イン ヒタチナカ）は、2024年9月14日から23日にかけて茨城県・国営ひたち海浜公園で開催予定の野外音楽フェスティバル。SUPER EIGHTは9月14日公演に出演。

### 概要（ロッキン2024）
- 『ROCK IN JAPAN FESTIVAL』への出演は、3年連続の出演決定にして2年連続での出演となった。
  - なお、茨城県・国営ひたち海浜公園の会場への出演は初となる。
- 野外フェスへの出演は、2023年に出演した『WANIMA presents 1CHANCE FESTIVAL 2023』以来、約1年振りであり、改名後初出演となった。
- 音楽フェスへの出演は、6月に開催された主催フェス『EIGHT-JAM FES』に続き2024年では2度目となった。
- 自身は、同イベントの「GRASS STAGE」の16時20分からのステージに出演[113][112]。
- 同イベントでは、全11曲を披露し、このうち9曲をバンドスタイルで披露した[112]。
  - 単独ステージのほか、同日に出演の東京スカパラダイスオーケストラのステージにも出演し、「あの夏のあいまいME feat.SUPER EIGHT」と「メモリー・バンド feat.SUPER EIGHT」をコラボレーションで披露した[114][115]。
- 同イベントの模様は、23rdライブBlu-ray/DVD『超ARENA TOUR 2024 SUPER EIGHT』完（CAN）全生産限定盤の特典Blu-ray/DVDにて収録予定[107]。

### 出演の経緯（ロッキン2024）
- 2024年7月10日、同イベントへの出演が発表された[109][110][111]。
- 同年7月24日、同イベントのタイムテーブルが発表された[113]。
- 同年9月10日、同日に出演予定の東京スカパラダイスオーケストラのステージにSUPER EIGHTが出演することが発表された[114]。
- 同年9月14日、同イベントの「GRASS STAGE」ステージに出演[109][110][111][112]。
- 2025年5月14日、同イベントのライブ映像が収録された23rdライブBlu-ray/DVD『超ARENA TOUR 2024 SUPER EIGHT』が発売予定[107]。

### セットリスト（ロッキン2024）
※「前向きスクリーム!」と「T.W.L」と「大阪ロマネスク」以外はバンドスタイルで披露。
1. High Spirits
2. 無責任ヒーロー
3. 言ったじゃないか
4. ハライッパイ
5. 前向きスクリーム!
6. T.W.L
7. 大阪ロマネスク
8. ゴリゴリ
9. ズッコケ男道
10. "超"勝手に仕上がれ
11. 音楽が聴こえている